# Alpenperle
Die Alpenperle ist ein Tagesausflugsschiff auf dem Weißensee in Kärnten. Eingesetzt wird es im Linienverkehr und für Charterfahrten. Das Schiff wird von der „Schifffahrt Familie Müller“ betrieben. Zugelassen ist es für 250 Fahrgäste.

## Technik
Der Antrieb erfolgt durch einen Sechszylinder-Dieselmotor mit 6,8 Liter Hubraum und 182 Kilowatt des Herstellers John Deere auf einen Schottel-Ruderpropeller im Heck. Zusätzlich steht für den Antrieb ein Elektromotor mit 15 Kilowatt zur Verfügung, der über einen Batteriesatz von 3.500 Ah betrieben werden kann. Die Batterien werden nachts am Liegeplatz mit regenerativem Strom geladen.

## Geschichte
Das Schiff wurde für ca. 1,4 Millionen Euro von der „Weißensee Schifffahrt Familie Müller“ in Auftrag gegeben und 2014 unter der Baunummer 205 auf der Lux-Werft in Niederkassel-Mondorf am Rhein fertiggestellt. 
Im September und Oktober 2014 wurde das 165 Tonnen schwere Schiff von der Lux-Werft über den Rhein-Main-Donau-Kanal bis kurz vor Passau gefahren. Ab hier rollte es als Sondertransport über die Innkreis Autobahn, die Welser Autobahn und die Westautobahn in die Nähe von Wien, weil der Transport über die Tauernautobahn wegen der Belastbarkeit der Brücken nicht möglich war. Via A 21 nahe Wien erreichte das Schiff die Südautobahn und schließlich Klagenfurt, von wo es zuletzt über Bundesstraßen auf den Campingplatz am Weißensee gelangte. Am 11. Oktober 2014 wurde die Alpenperle zu Wasser gelassen.
Von 1,4 Mio. € Anschaffungskosten macht der Transport etwa 100.000 € aus.
Im Oktober 2014 wurden erste Testfahrten im Einsatzgebiet unternommen. Die Taufe und die Jungfernfahrt erfolgten am 2. Mai 2015.